# بخش پارود
بخش پارود یکی از بخش‌های شهرستان راسک استان سیستان و بلوچستان ایران است.

## تقسیمات کشوری
- بخش پارود
  - دهستان پارود
  - دهستان مورتان

شهر: پارود

## جمعیت
بنابر سرشماری مرکز آمار ایران، جمعیت بخش پارود در سال ۱۳۹۵ برابر با ۳۴٬۷۳۰ نفر (۸،۹۶۳ خانوار) بوده‌است.

## رتبه در استان
بخش پارود دومین بخش پرجمعیت و بزرگ استان سیستان و بلوچستان است.
لیست ۹ بخش بزرگ استان سیستان و بلوچستان که در آینده شهرستان خواهند شد:
- منبع:فهرست بخش های استان سیستان و بلوچستان

| ردیف | نام بخش       | نام شهرستان | جمعیت سال ۱۳۹۵ |
| ---- | ------------- | ----------- | -------------- |
| ۱    | باهوکلات      | دشتیاری     | ۳۴٬۷۴۸ نفر     |
| ۲    | پارود         | راسک        | ۳۴٬۷۳۰ نفر     |
| ۳    | پلان          | چابهار      | ۳۳٬۰۰۴ نفر     |
| ۴    | پیشین         | راسک        | ۳۰٬۲۳۲ نفر     |
| ۵    | بنت           | نیک‌شهر      | ۲۸٬۷۲۲ نفر     |
| ۶    | کورین         | زاهدان      | ۲۵٬۸۹۸ نفر     |
| ۷    | جلگه چاه هاشم | دلگان       | ۲۵٬۴۹۵ نفر     |
| ۸    | بم‌پشت         | سراوان      | ۲۵٬۰۲۶ نفر     |

هم اکنون بخش پارود با ۳۴,۷۳۰ هزار نفر جمعیتی بیشتر از ۳ شهرستان زیر دارد.
- منبع:فهرست شهرستان های استان سیستان و بلوچستان

| ردیف | نام شهرستان | مرکز شهرستان | سال تأسیس | جمعیت ۱۳۹۵ |
| ---- | ----------- | ------------ | --------- | ---------- |
| ۱    | لاشار       | اسپکه        | ۱۴۰۰      | ۳۳،۹۷۸     |
| ۲    | گلشن        | جالق         | ۱۳۹۹      | ۲۹،۶۲۶     |
| ۳    | زرآباد      | زرآباد       | ۱۴۰۰      | ۲۰،۱۹۷     |

## علت نامگذاری
در مورد علت نامگذاری پارود (که معنای لغوی آن پای رود) حرف وحدیث‌های همه به دو مفهوم ختم می‌شود
دستهٔ خیلی کم وانگشت شماری معتقند چون پارود در کنار رودخانهٔ سرباز قرار گرفته به این نام خوانده می‌شود
اما اکثریت یا می‌توان گفت قریب به همه دلیل دستهٔ اول را رد کرده‌اند.

## موقعیت جغرافیایی
موقعیت جغرافیایی پارود طوری است که سرتاسر قسمت غربی آن پرتگاه بزرگی که در برخی نقاط ارتفاع آن به ۶۰متر هم می‌رسد و در زیر این پرتگاه رودخانهٔ زیبای سرباز عبور می‌کند.
در واقع وجود این پرتگاه زیبایی دو چندانی را به این شهر بخشیده‌است و از بالای آن شاهد نخلستان‌های زیبا وباغ‌های سرسبزی در کنار رودخانه خواهیم بود که دل هر جنبنده‌ای را به وجد خواهد آورد و کمتر جایی در منطقه خواهیم یافت که چنین منظره‌ای زیبا ودلنشین را در دل خود نهفته باشد دلیل دستهٔ دوم همین پرتگاه است زیرا رود در زبان محلی به معنای پرتگاه است وپارود به معنای کنار پرتگاه می‌باشد ودلیل اینکه این شهر را به نام پارود نام‌گذاری کرده‌اند بخاطر این است که در کنار رود یا همان پرتگاه قرار گرفته‌است